# Parricídio
O parricídio ou patricídio consiste no ato de uma pessoa matar seu próprio pai ou pais (ver também matricídio). "Na definição do Dicionário Jurídico, é o homicídio do pai (ou da mãe) pelo próprio filho", reporta o Info Escola. Já no dicionário Priberam, é descrito como "homicídio do pai ou da mãe ou de qualquer ascendente".
Estudos feitos em diversos países indicam que a maioria dos parricidas (>80%) são do sexo masculino e que a maioria (>70%) sofre de doenças/transtornos mentais, como esquizofrenia e paranóia. 

## Na História
O parricídio não “nasce” em uma época específica e nem pode ser classificado como um crime contemporâneo, já que existe deste a antiguidade, ultrapassando fronteiras de tempo e tomando contextos diversos. Condenado moralmente pela sociedade, na Roma Antiga, o crime exigia a punição dos infratores que fosse “à altura” do ato cometido.
Ao jornal O Globo, o psicólogo forense Thiago Luís da Silva disse em 2020: "o parricídio e o matricídio são crimes relativamente comuns na história". 

### Sófocles, Édipo Rei
Sófocles, autor da tragédia grega “Édipo Rei”, tenta mostrar no âmbito de sua época a impotência do homem em relação ao destino. Laio tem um filho de nome Édipo e ao consultar o Oráculo recebe a notícia de que este seria seu parricida. Sabendo disto, pede a um de seus servos que leve a criança para longe dali e a mate. Contudo o servo poupa sua vida e a deixa distante do reino, convicto de que não voltaria. Acolhido por uma família, Édipo cresce e quando adulto volta ao reino e mata seu verdadeiro pai, sem ter a ciência de que aquele o era. Ao se consagrar rei, casa-se com a viúva Jocasta, que era sua mãe, e com ela tem filhos. O auge da historia se dá quando uma maldição ronda Thebas. Édipo consulta o Oráculo e recebe uma mensagem de que havia ali um crime não solucionado e que enquanto não o fosse, Thebas não voltaria a normalidade. Em meio às investigações, Édipo promete punir severamente o assassino, no entanto, Jocasta pede a ele que não prossiga com aquele propósito, porém ele não o faz. Quando se descobre parricida, ele arranca seus dois olhos e se exila, afastando-se de suas filhas e do reino, o qual conquistara após cometer o parricídio. Édipo o faz como forma de punição, já que se afasta das coisas que mais gostava, enquanto Jocasta comete suicídio.

### Bíblia – Absalão e Rei Davi
Absalão, considerado o homem mais belo da Bíblia, não tinha defeitos da planta do pé ao último fio de cabelo. No entanto, entrou em contradição com seu pai ao ser afastado de seu lar por assassinar o estuprador de sua irmã. Indignado por não ser escolhido sucessor, Absalão invadiu Jerusalém e fez com que seu pai, o rei Davi, fugisse às pressas temendo sua morte. Apesar do parricídio não ser consumado, a Bíblia também aborda a questão. 

## Na Psicologia
Laura Marazita Lotti, em seu trabalho de conclusão do curso Curso de Ciências Jurídicas e Sociais divulgando no portal Lume da UFRGS, escreveu: "trata-se de um crime tabu, devido a suas vicissitudes e do assassinato encontrar forma dentro da família nuclear do agente do crime".
Um artigo intitulado Incidência de parricídio no Brasil, publicado no portal Periódicos Eletrônicos de Psicologia (PePSIC) concluiu que a "maioria comete o crime sozinho (88%) e os que recebem ajuda para o homicídio, em geral, a recebem da própria família (irmãos, mãe, marido, namorado, etc)".
Não é incomum que o público e a imprensa classifiquem este tipo de crime como "chocante" ou que eles causem "grande comoção social".
Ao jornal O Globo, o psicólogo forense Thiago Luís da Silva, que já avaliou criminosos e parricidas como Suzane Von Richthofen, disse: "a psicologia, a psicanálise, a psiquiatria entre outras áreas da ciência, têm se debruçado ao estudo das motivações do parricídio há muito tempo. Nenhuma delas consegue explicar, de maneira absoluta, as motivações e mesmo identificar os sinais". 

## Perfil do homicida

### Físico
Segundo o portal Sapo Brasil, "e crime incomum é mais frequentemente cometido por homens brancos que não têm antecedentes criminais. É muito raro uma mulher matar os próprios pais". Nos Estados Unidos, de acordo com o Parricide Prevention Institute, o perfil físico é parecido: a maioria dos infratores são brancos e do sexo masculino.
Um artigo intitulado Incidência de parricídio no Brasil, publicado no portal Periódicos Eletrônicos de Psicologia (PePSIC), concluiu que "86% deste crime é praticado pelo sexo masculino".
Borba-Telles et al analisaram parricidadas internados no Instituto Psiquiátrico Forense Dr. Maurício Cardoso de Porto Alegre entre 2012 e 2013 e concluíram que "a maioria dos parricidas era jovem (29,2 anos) com baixa escolaridade (5,4 anos de escolaridade), 100% eram homens adultos, 94,4% solteiros e 77,8% não tinham antecedentes criminais. Todos os criminosos agiram sozinhos, principalmente contra idosos, e na casa dos pais (83,3%)".

### Psicológico
De forma mais ampla, Thiago Luís da Silva disse que não há como saber se uma pessoa será um parricida: "não há um eixo psíquico comum nos parricidas. Cada caso é um caso", disse.
No entanto, Thiago falou que há alguns traços comuns entre pessoas quem matam os pais: "laços familiares superficiais e pouco afetivos, privações emocionais experienciadas em momentos muito decisivos no desenvolvimento emocional do agressor, presença de violência familiar velada, tentativas de fuga de conflitos familiares, isolamento, disponibilidade de armas dos crimes em casa, alinhados a outras motivações, como financeiras e mesmo por ódio acentuado ou traumas".

### Doença mental
Valença et al divulgaram um artigo no portal Scielo onde escreveram: "relações familiares anormais (extremamente severas ou protetivas) ou problemas psiquiátricos (como esquizofrenia ou transtornos de personalidade [incluindo paranóia]) são mais vezes encontrados em parricidas que em outros tipos de criminosos". 

### Abuso infantil
De acordo com o Parricide Prevention Institute, nos Estados Unidos apenas 15% de todos os parricidas haviam sido vítimas de abuso infantil. 

## Incidência
Nos Estados Unidos, de acordo com o Parricide Prevention Institute, aproximadamente 2 a 3% de todos os assassinatos foram parricídios a cada ano desde 2010. Embora essa seja uma porcentagem pequena, não é uma ocorrência rara. Os mais de 300 parricídios que ocorrem apenas nos EUA a cada ano significam que há 6 ou mais eventos de parricídio, em média, a cada semana. Esta estimativa não inclui os assassinatos de avós ou padrastos – apenas os assassinatos de pais biológicos ou por adoção.

## Na Legislação

### No Brasil
No Brasil, o crime de parricídio não tem uma classificação específica, sendo apenas enquadrado como homicídio, conforme previsto no Artigo 21 do Código Penal (Matar alguém). No entanto, conforme o § 2°, parágrafo VII, é considerado um crime qualificado, que tende a aumentar a pena, já que é cometido contra "parente consanguíneo até terceiro grau".

#### Deserdação
Comprovado o crime doloso, quando há intenção de matar, o Código Penal brasileiro prevê a deserdação, ficando o criminoso impedido de receber a herança. Segundo o Art. 1.814, são excluídos da sucessão os herdeiros ou legatários: 
I - que houverem sido autores, co-autores ou partícipes de homicídio doloso, ou tentativa deste, contra a pessoa de cuja sucessão se tratar, seu cônjuge, companheiro, ascendente ou descendente.

## Casos notórios
- Beatrice Cenci (1598)
- Lizzie Borden (1892)
- Charles Whitman (1966)
- Ronald DeFeo Jr. (1974)
- Lyle e Erik Menendez (1989)

- Caso Richthofen (2002)
- Caso Gil Rugai (2004)
- Caso Pesseghini (2013)
- Caso Rubem e Marlene Heger (2022)
- Assassinato de Iranilda e Gabriel de Sousa Medeiros Araújo (2022)

## Sumário
- Este artigo foi inicialmente traduzido, total ou parcialmente, do artigo da Wikipédia em inglês cujo título é «Parricide».  -  Portal da polícia
  -  Portal do direito